# POHÉV Eg 5–6
Die POHÉV-Eg 5 und 6 waren vierachsige Elektrolokomotiven der Pozsony Országhatárszéli Helyiérdekű Villamos Vasút (P.O.H.É.V.), die auf der Pressburger Stadtstrecke der Pressburger Bahn zum Einsatz kamen.

## Geschichte
Die elektrische Lokalbahn Wien – Pressburg (Bratislava) umfasste neben der mit Wechselstrom betriebenen Überlandstrecke auch zwei mit Gleichstrom elektrifizierte Stadtstrecken. Für die 6,8 Kilometer lange Pressburger Stadtstrecke beschaffte die Lokalbahn 1913 zwei vierachsige Gleichstromlokomotiven mit der Bezeichnung Eg 5 und Eg 6 bei Ganz & Co. in Budapest. Weitere Lokomotiven dieser Bauart lieferte der Hersteller u. a. an die DDSG für deren Kohlebahn bei Pécs sowie 1916 an die Wöllersdorfer Werke als Wöllersdorf I–IV.
Die Konstruktion der Lokomotiven war bestimmten, sehr engen Rahmenbedingungen unterworfen. Beispielsweise betrug die Neigung auf der Rampe zur Donaubrücke 51,3 ‰ während der Achsdruck aufgrund der Brückenbelastung tunlichst 6,5 Tonnen nicht überschreiten sollte. Die Lokomotiven durften dementsprechend nicht schwerer als 26 Tonnen sein. Aufgrund der schwach bemessenen Brückenträger (Metergewicht) schrieb die Behörde einen Mindestachsstand von 2.500 mm in den Drehgestellen vor. Die Maschinen hatten mittig angeordnete Führerstände, die zwei Stromabnehmer trugen. In die beiden niedrigen Vorbauten wurden Ballastgewichte von jeweils einer Tonne eingebaut, um das Reibungsgewicht auf den Brückenrampen zu erhöhen. Dementsprechend waren die Maschinen in der Lage, (mitsamt ihrem Eigengewicht) 85 Tonnen zu schleppen, was zwei, bei trockenem Wetter drei vierachsigen Reisezugwagen der Pressburgerbahn entsprach. Die vier Tatzlagermotoren besaßen eine Shuntierung, um die Donaubrücke mit möglichst geringer Geschwindigkeit von 8 bis 12 km/h befahren zu können. Außerhalb der Stadt konnte hingegen mit Höchstgeschwindigkeit gefahren werden. Gesteuert wurde über eine Schützensteuerung, zum Bremsen stand zunächst die Hardy-Vakuumbremse zur Verfügung. Der hölzerne Lokkasten war mit Blech verkleidet und, wie in Ungarn üblich, dunkelgrün gestrichen. Wie bei den Lokomotiven des österreichischen Teils trugen auch die Eg beide Kupplungssysteme für Vollbahn und Straßenbahn.
Mit unterschiedlichen Höhen der Fahrdrähte und seitlich angebrachten Stromschienen-Stromabnehmern wurde der Systemübergang in Kopčany bewerkstelligt. Die Stromabnehmer waren gegenseitig verriegelt, so dass nur einer der beiden Bauarten anliegen konnte. Allfällige Reparaturen und Hauptausbesserungen an den Loks wurden – da in Kopčany keine Werkstätte vorhanden war – in der Hauptwerkstätte der Bahn in Schwechat erledigt, dem heutigen Eisenbahnmuseum Schwechat.

### Verbleib
Die Maschinen wurden aufgrund des drastisch zurückgegangenen Verkehrs ab 1920 nur noch selten eingesetzt und in der Remise Kopčany hinterstellt. Ab 1935 waren die Lokomotiven dort vom Netz abgeschnitten, weil die vorbeiführende Strecke ins Straßenbahnnetz eingegliedert und auf Meterspur umgespurt wurde. 
1941 wurden die Lokomotiven über Vermittlung von Siemens an Stern & Hafferl verkauft und zur Linzer Lokalbahn überstellt. Hier, sowie später auch auf der Haager Lies und der Lokalbahn Lambach–Vorchdorf-Eggenberg bewährten sich die beiden Maschinen über Jahrzehnte, gemeinsam mit den baugleichen und ebenfalls von StH übernommenen Wöllersdorf I–IV. 
- Die Eg 5 erhielt die neue Betriebsnummer E 22.003, sie befindet sich heute originalgetreu restauriert bei der Museumstramway Mariazell–Erlaufsee
- Die Eg 6 wurde zur E 20.004, später in E 22.004 geändert. Sie wurde erst 2011 abgestellt und war von Stern & Hafferl zum Verkauf oder zur Verschrottung vorgesehen. Dank einer slowakischen Spendenaktion wurde die Lokomotive am 27. Oktober 2011 nach Bratislava gebracht, wo sie im dortigen Eisenbahnmuseum äußerlich in den Ursprungszustand versetzt wurde.[1]

E 22.003 erhielt nach einem schweren Unfall in den Jahren 1970/71 eine umfangreiche Reparatur in der StH-Hauptwerkstätte Vorchdorf. Diese glich einem Neuaufbau der Lokomotive.

## Galerie

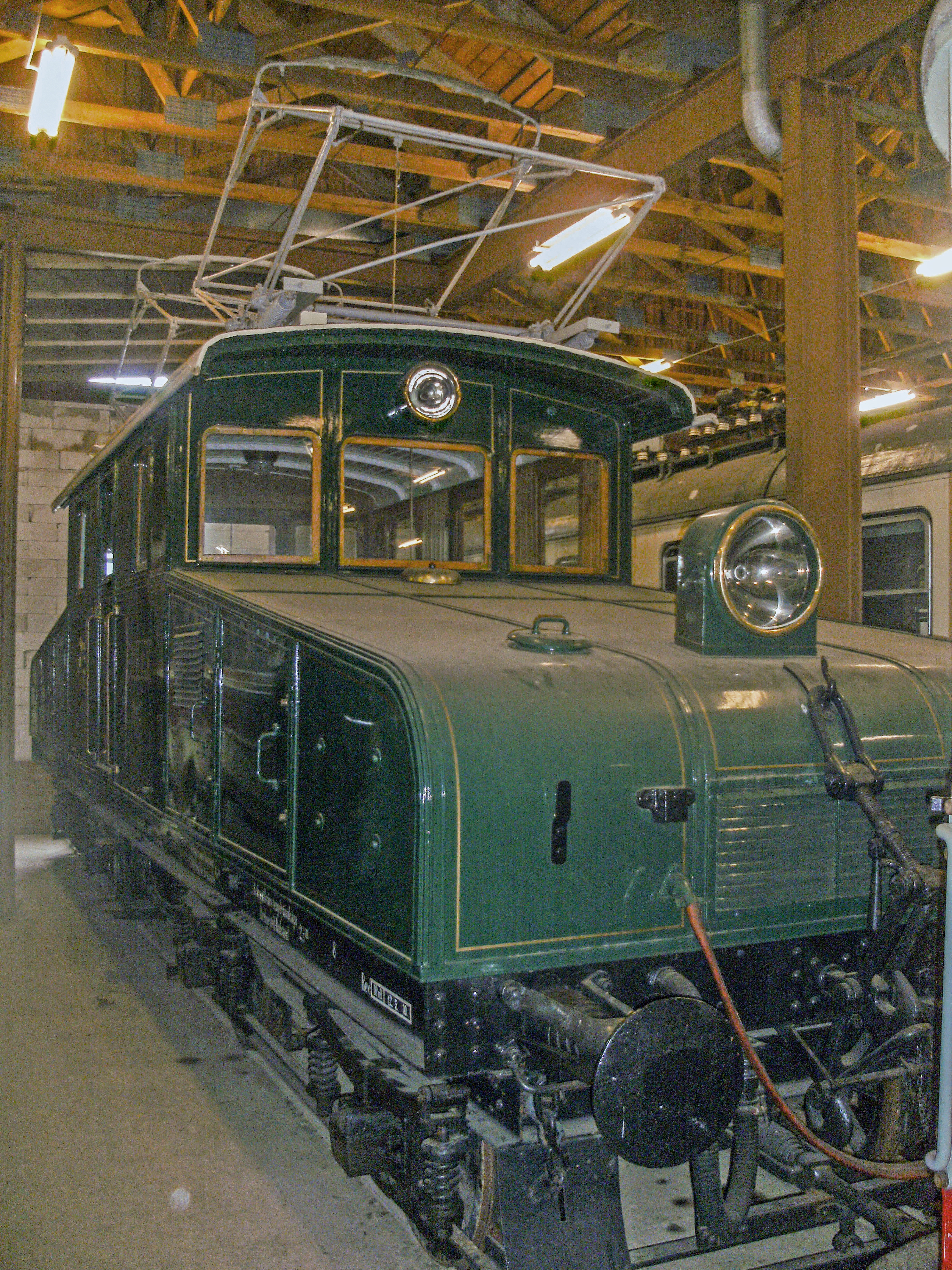
Eg 5 bei der Museumstramway Mariazell
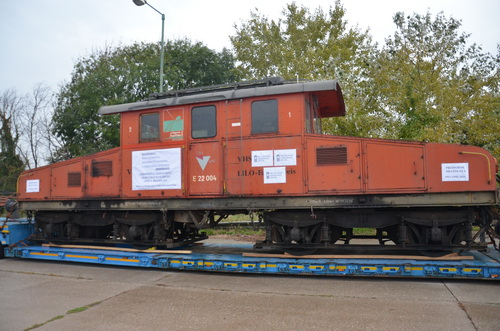
Eg 6 nach der Übernahme durch das Museum
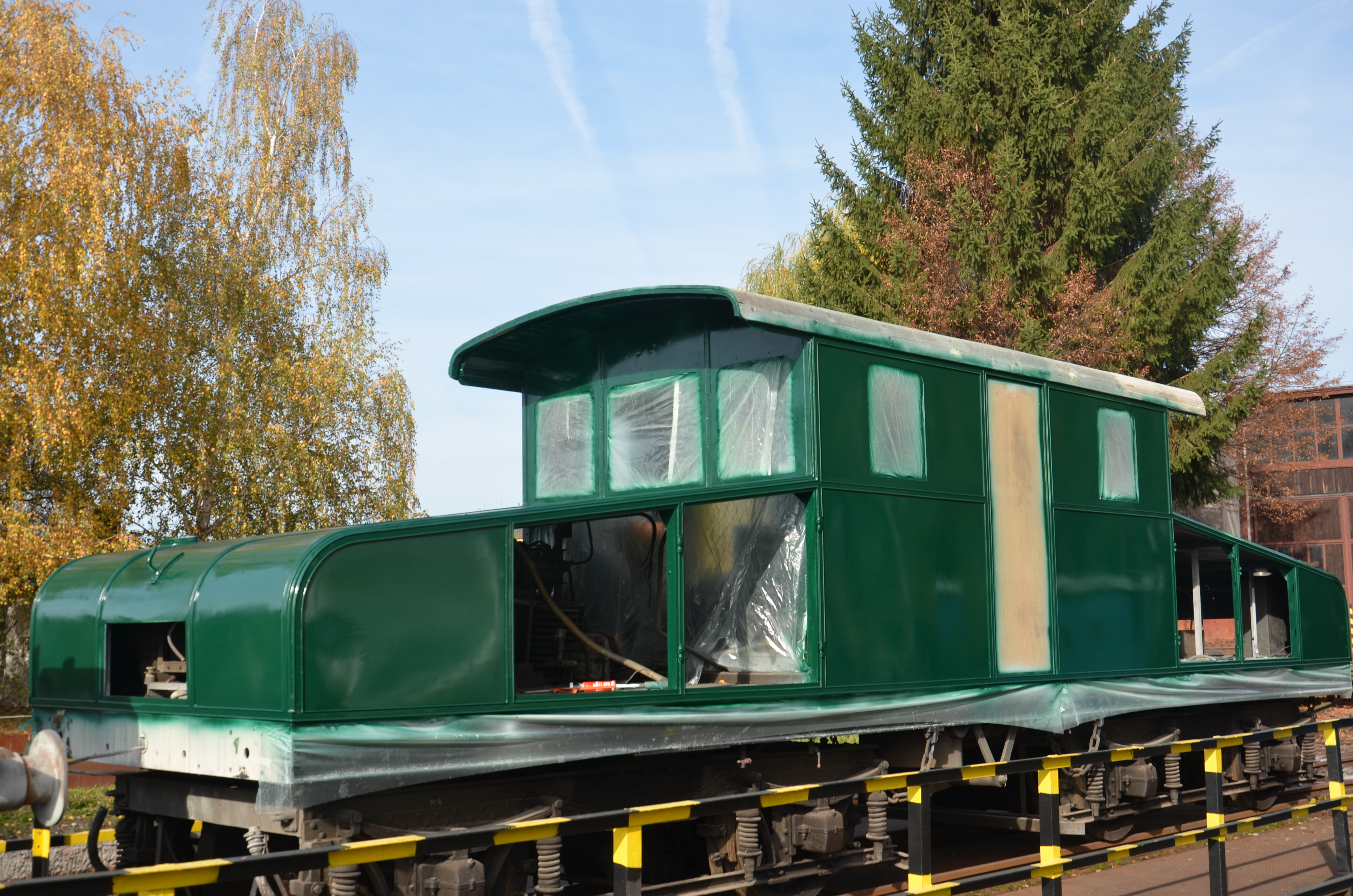
Frisch lackierter Lokkasten
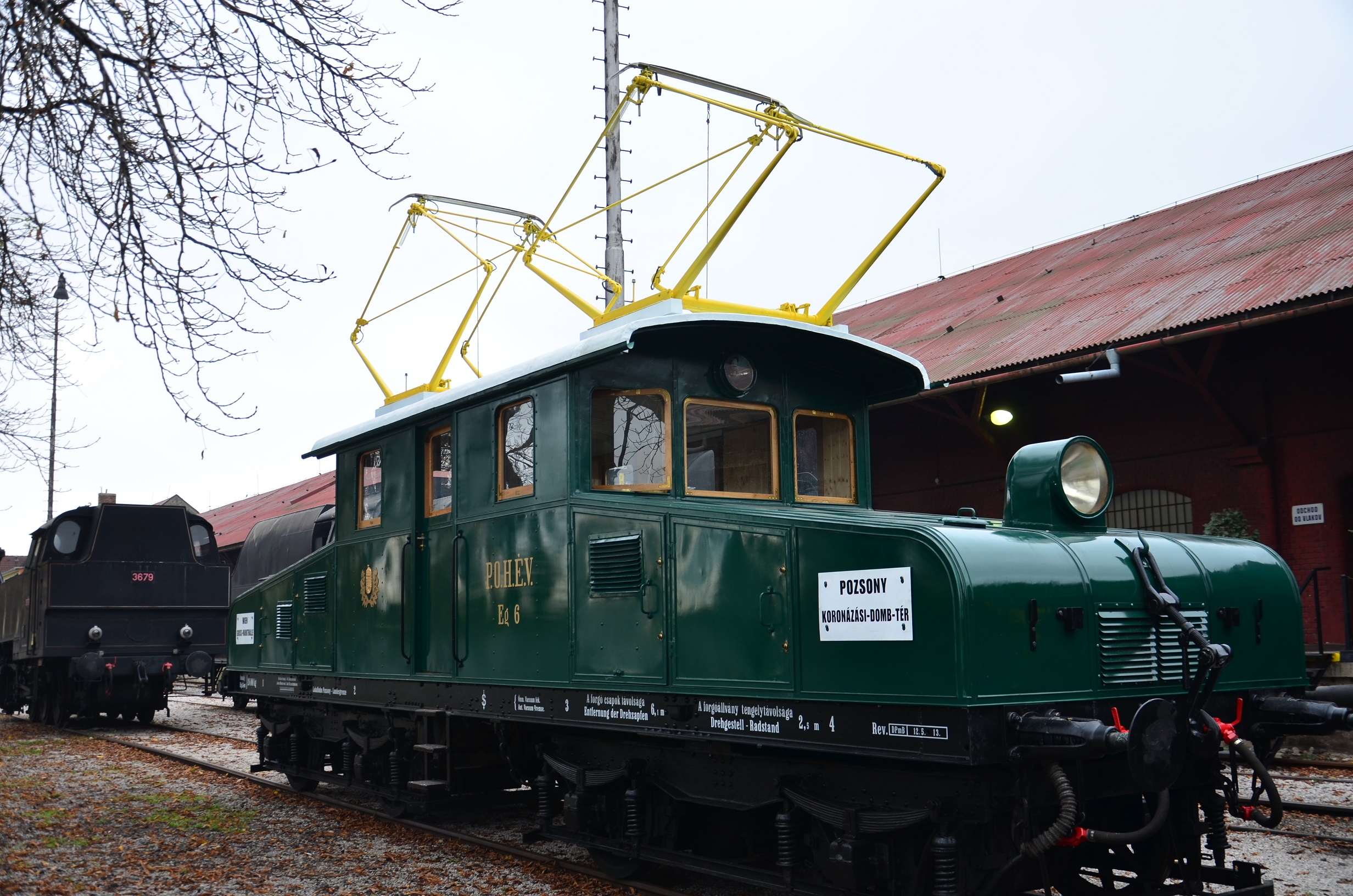
Nach der Renovierung
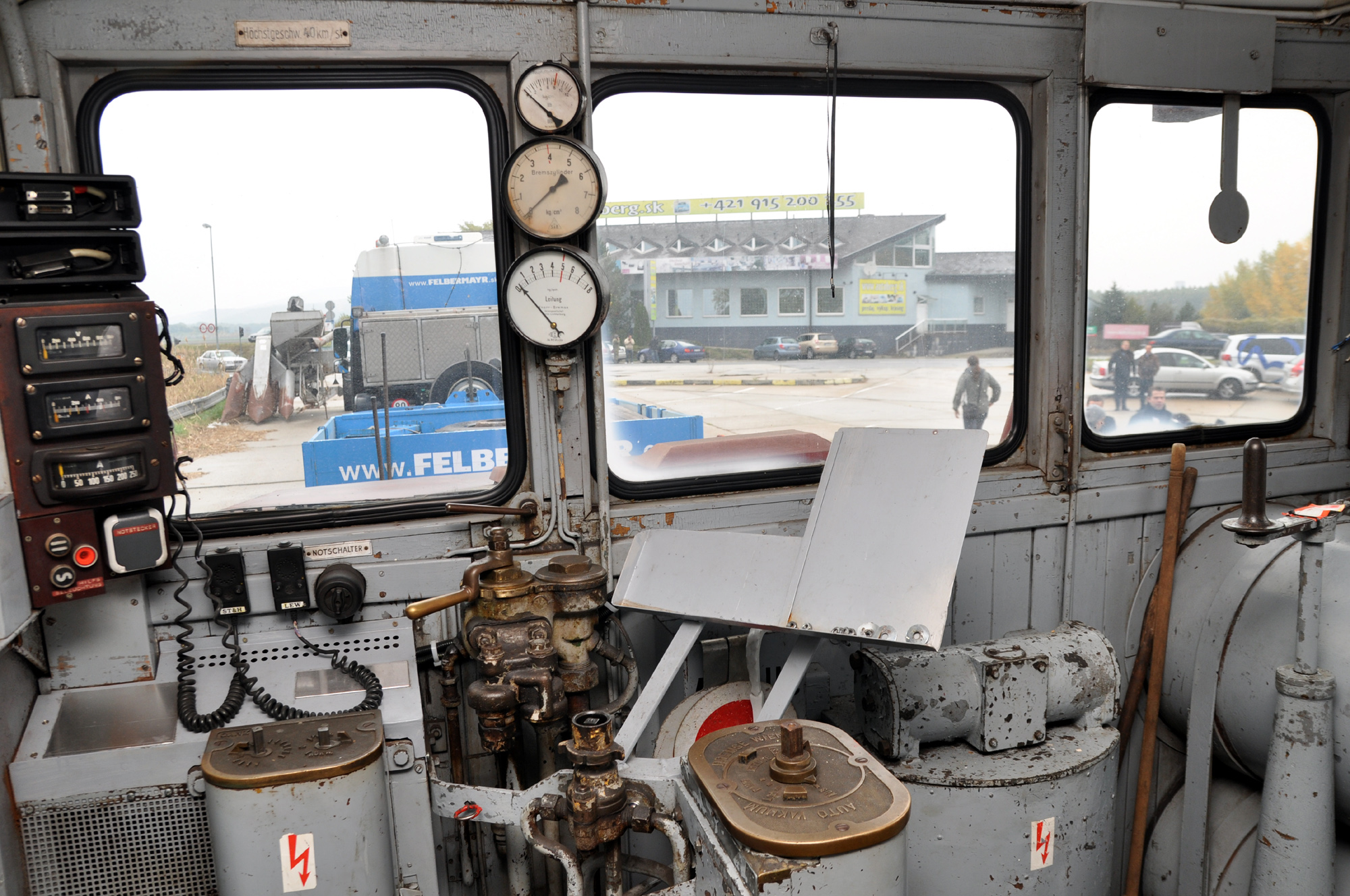
Führerstand
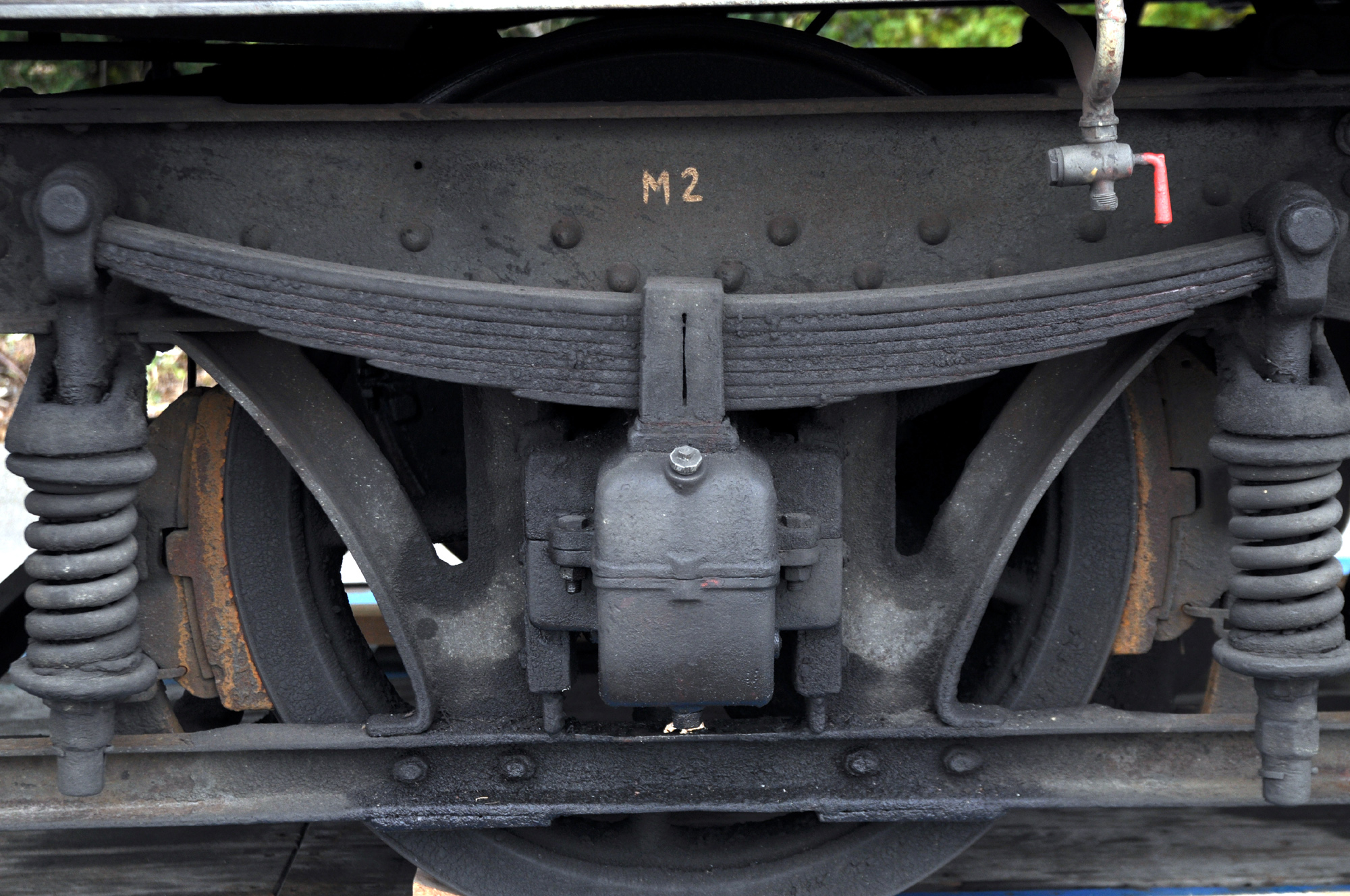
Radsatz im Drehgestell
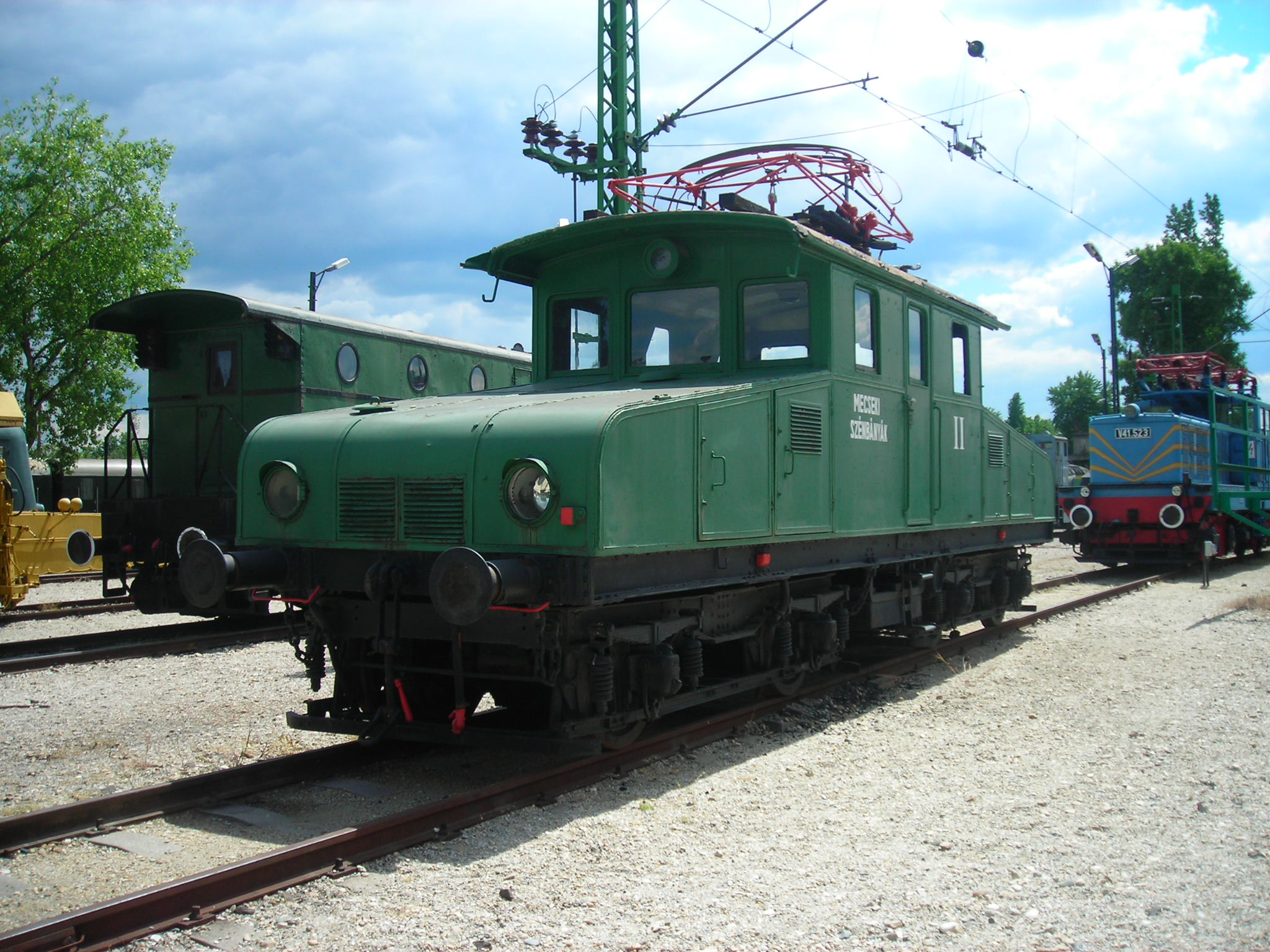
Baugleiche DDSG-Kohlenbahn Nr. 2